# Camila Jara
Camila Bazachi Jara Marzochi (Campo Grande, 10 de fevereiro de 1995) é uma política brasileira, atualmente deputada federal pelo Mato Grosso do Sul. Filiada ao Partido dos Trabalhadores (PT) desde 2014, ela tem se destacado na cena política nacional por seu trabalho na defesa de causas sociais e pelos direitos das mulheres.

## Biografia
É aluna do último semestre de Ciências Sociais na Universidade Federal do Mato Grosso do Sul (UFMS). Participou de cursos de formação política pelo RenovaBR. É idealizadora do "Coletivo Elas Podem" e liderança do "Movimento Acredito-MS" em Campo Grande. Em 2020 se elegeu como vereadora da capital do estado, a mais jovem da Câmara, com 3.470 votos. Única mulher na câmara municipal, sua atuação é voltada para a defesa das questões femininas e a luta contra a violência às mulheres e à população LGBTI+. Foi autora do projeto de criação de uma "Renda Básica Emergencial Cidadã", para auxílio a famílias carentes da cidade durante a pandemia. Depois de meses de negociação e com a mudança no contexto que o demandava, o auxílio previsto na emenda nº 128 passou integrar o orçamento municipal aprovado no final de 2021 para o exercício 2022-2025. Após vetos do executivo, que foram derrubados em março de 2022, o projeto segue à espera de sua efetivação.
Filiada ao PT, nas eleições de 2022 disputou o cargo, pela Federação Brasil da Esperança, de deputada federal pelo Mato Grosso do Sul, sendo eleita, com 56.552 votos.

## Desempenho em eleições
| Ano  | Eleição                         | Partido | Candidato a      | Votos          | Resultado  |
| ---- | ------------------------------- | ------- | ---------------- | -------------- | ---------- |
| 2020 | Municipal de Campo Grande       | PT      | Vereadora        | 3.470 (0,90%)  | Eleita     |
| 2022 | Estaduais em Mato Grosso do Sul | PT      | Deputada federal | 56.552 (4,02%) | Eleita     |
| 2024 | Municipal de Campo Grande       | PT      | Prefeita         | 41.966 (9,43%) | Não eleita |